# Abu Dhabi Ice Rink
Der Abu Dhabi Ice Rink ist eine Eissporthalle in der Zayed Sports City in Abu Dhabi, Hauptstadt des gleichnamigen Emirats, Vereinigte Arabische Emirate. Die Eishalle, östlich vom Zayed-Sports-City-Stadion, hat ein Fassungsvermögen von 1.200 Zuschauern auf Sitzplätzen. Die Abu Dhabi Ice Rink ist die Heimspielstätte der professionellen Mannschaften Abu Dhabi Scorpions und von Abu Dhabi Storm, die seit 2009 an der Emirates Ice Hockey League teilnehmen. Außerdem spielen dort die Mannschaften der Abu Dhabi Falcons.
Neben den Eishockeymannschaften trainiert in der Halle seit 2009 das „Abu Dhabi Figure Skating Team“ Eiskunstlauf. Auch öffentliches Eislaufen wird regelmäßig angeboten.